# تابع گویا

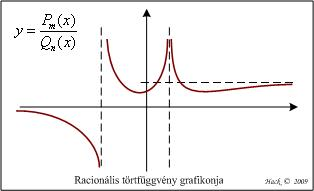
تابع گویا و سهمی

در ریاضیات، تابع گویا به تابعی گفته می‌شود که  آن را بتوان به صورت کسری که صورت و مخرج آن تابع چندجمله‌ای باشد نوشت. الزامی ندارد که ضرایب این چند جمله‌ ای ها یا حتی مقادیری که تابعی به عنوان ورودی می‌گیرد، حتماً اعدادی گویا باشند.

## تعریف‌ها
تابع تک متغیرهٔ {\displaystyle f\,} گویاست اگر و فقط اگر بتوان آن را به شکل زیر نوشت:
{\displaystyle f(x)={\frac {P(x)}{Q(x)}}}
که در آن، {\displaystyle P\,} و {\displaystyle Q\,} توابعی چندجمله‌ای از {\displaystyle x\,} هستند و {\displaystyle Q\,} چندجمله‌ای صفر نیست. دامنهٔ {\displaystyle f\,} مجموعهٔ همهٔ نقاطی است که به اِزای آن‌ها مخرجِ {\displaystyle Q(x)\,} مخالفِ صفر است.
تمامی توابع چندجمله‌ای توابعی گویا با {\displaystyle Q(x)=1} هستند. توابعی که نمی‌توان آن‌ها را بدین شکل نمایش داد؛ مثلاً {\displaystyle f(x)=\sin(x)} گویا نیستند.
عبارتی که به شکل {\displaystyle {\frac {P(x)}{Q(x)}}} است، عبارت گویا نامیده می‌شود. نیازی نیست که {\displaystyle x} متغیر باشد.
معادلهٔ گویا به معادله‌ای گفته می‌شود که دو عبارت گویا با هم برابر قرار داده شده‌اند. این عبارات از همان قواعد حاکم بر کسرها تبعیت می‌کنند. این‌گونه معادلات را  با روش دور در دور، نزدیک در نزدیک می‌توان حل کرد. از آن‌جایی که تقسیم بر صفر تعریف نشده‌zwinاست، لذا جواب‌هایی که باعث تقسیم بر صفر می‌شود، قابل قبول نیست.

## دامنه
ریشه‌های مخرج تعریف نمی‌شوند.
فرم کلی دامنه تابع گویا به صورت زیر است:
{\displaystyle D=\mathbb {R} -\{Q=0\}}